# Гомес Перес, Себастьян
Себастья́н Го́мес Пе́рес (кат. Sebastián Gómez Pérez; 1 ноября 1983, Монтевидео, Уругвай) — андоррский футболист, нападающий клуба «Атлетик Америка».
С 2003 года по 2007 год выступал за «Санта-Колому», вместе с которой становился чемпионом Андорры и четырежды обладателем Кубка Андорры. После перешёл в «Ранжерс», а затем в клуб «Сан-Жулиа», составе которого дважды становился обладателем Кубка, а также Суперкубка Андорры.
В период 2008—2019 годов выступал за национальную сборную Андорры, провёл за неё 32 матча.

## Биография

### Клубная карьера
Начал профессиональную карьеру в 2003 году в андорранской команде «Санта-Колома», которая выступала в чемпионате Андорры. В августе 2003 года сыграл в одном матче против датского «Эсбьерга», в рамках предварительного раунда Кубка УЕФА. В сезоне 2003/04 «Санта-Колома» сделала золотой дубль, выиграв чемпионат и Кубок Андорры. В следующем сезоне 2004/05 команда в чемпионате стала обладателем бронзовых медалей, пропустив вперёд «Ранжерс» и «Сан-Жулиа», также клуб стал обладателем Кубка Андорры.
В сезоне 2005/06 «Санта-Колома» повторила достижение предыдущего сезона, завоевав в национальном первенстве бронзовые награды и выиграв Кубок Андорры. В своём последнем сезоне 2006/07 в команде он стал обладателем серебряных наград в чемпионате, его клуб уступил лишь «Ранжерсу». В Кубке Андорры «Санта-Колома» вновь одержала победу.
Летом 2007 года перешёл в клуб «Ранжерс». В команде играл под 17 номером. В июне 2007 года сыграл в двух матчах первого квалификационного раунда Лига чемпионов против молдавского «Шерифа» (5:0 по сумме двух матчей). В первом выездном матче (2:0), Гомес вышел на 71 минуте вместо Виктора Морейры. В ответном матче (0:3), Гомес отыграл все 90 минут. В сезоне 2007/08 «Ранжерс» занял 3 место в чемпионате, уступив «Сан-Жулии» и «Санта-Коломе». В сезоне 2008/09 «Ранжерс» занял последнее 8 место в чемпионате и вылетел во второй по значимости дивизион Андорры.
Летом 2009 года стал игроком клуба «Сан-Жулиа», взяв себе 16 номер. В сезоне 2009/10 клуб завоевал бронзовые медали чемпионата Андорры, уступив «Унио Эспортива Санта-Колома» и «Санта-Коломе». В финале Кубка Андорры Гомес забил единственный гол в матче против «Унио Эспортива Санта-Колома» и принёс своей команде победу. В июле 2010 года сыграл в двух проигранных матчах против финской МюПа-47, в рамках второго квалификационного раунда Лига Европы, общий счёт (8:0). В первом матче он получил жёлтую карточку.
В сезоне 2010/11 «Сан-Жулиа» стала серебряным призёром чемпионата, уступив лишь «Санта-Коломе», в Кубке Андорры клуб также стал победителем. В июле 2011 года сыграл в двух матчах второго квалификационного раунда Лиги Европы, в котором клуб уступил израильской «Бней Иегуде» (4:0). В 2011 вместе с командой завоевал Суперкубок Андорры. В сезоне 2011/12 клуб «Сан-Жулиа» в чемпионате занял 4 место, а в Кубке Андорры дошёл до полуфинала.
Летом 2012 года перешёл в команду «Андорра», которая базируется в столице Андорры и выступает в пятом по силе дивизионе Испании.

### Карьера в сборной
В 2008 году главный тренер национальной сборной Андорры Давид Родриго начал приглашать его в стан команды карликового государства, когда Гомесу было 25 лет. Сборная Андорры является одним из аутсайдеров мирового футбола. В составе Андорры дебютировал 4 июня 2008 года в товарищеском матче против Азербайджана (1:2), главный тренер выпустил его на поле на 64 минуте, вместо Сержи Морено. В отборочных матчах к чемпионату Европы 2012 сыграл в 9 матчах. В квалификации на чемпионат мира 2014 провёл 6 игр.
Провёл за сборную Андорры 32 матча, забитыми голами не отличался.

## Достижения
- Чемпион Андорры (1): 2003/04
- Серебряный призёр чемпионата Андорры (2): 2006/07, 2010/11
- Бронзовый призёр чемпионата Андорры (4): 2004/05, 2005/06, 2007/08, 2009/10
- Обладатель Кубка Андорры (6): 2004, 2005, 2006, 2007, 2010, 2011
- Обладатель Суперкубка Андорры (1): 2011